# 白井ムク
白井 ムク（しらい ムク）は、日本のライトノベル作家。岩手県盛岡市出身。

## 経歴
2019年に『俺がピエロでなにが悪い！』で第9回講談社ラノベ文庫新人賞佳作を受賞し、2021年に同作品で商業デビュー。同年恋愛漫画専門YouTubeチャンネル、カノンの恋愛漫画【結城カノン】に書き下ろしたシナリオを原作とした『じつは義妹でした。〜最近できた義理の弟の距離感がやたら近いわけ〜』（略称: じついも）が富士見ファンタジア文庫より発売。また2023年にはじついものイラストを担当するイラストレーター千種みのりとタッグを組む『双子まとめて『カノジョ』にしない?』が富士見ファンタジア文庫より発売された。

## 既刊
- 『俺がピエロでなにが悪い！』（講談社ラノベ文庫、イラスト: 塩かずのこ）2021年4月28日発売[3] ISBN 978-4-06-522533-2
- 『じつは義妹でした。〜最近できた義理の弟の距離感がやたら近いわけ〜』（富士見ファンタジア文庫、イラスト: 千種みのり、全8巻）
- 『双子まとめて『カノジョ』にしない?』（富士見ファンタジア文庫、イラスト: 千種みのり、既刊5巻）